# Eddyville (Iowa)
Eddyville é uma cidade localizada no estado americano de Iowa, no Condado de Mahaska e Condado de Monroe e Condado de Wapello.

## Demografia
Segundo o censo americano de 2000, a sua população era de 1064 habitantes.
Em 2006, foi estimada uma população de 1070, um aumento de 6 (0.6%).

## Geografia
De acordo com o United States Census Bureau tem uma área de
3,1 km², dos quais 3,1 km² cobertos por terra e 0,0 km² cobertos por água. Eddyville localiza-se a aproximadamente 218 m acima do nível do mar.

## Localidades na vizinhança
O diagrama seguinte representa as localidades num raio de 16 km ao redor de Eddyville.